# Черкесовское сельское поселение
Черке́совское се́льское поселе́ние — муниципальное образование в составе Новоаннинского района Волгоградской области.
Административный центр — хутор Черкесовский.

## История
Черкесовское сельское поселение образовано 21 декабря 2004 года в соответствии с Законом Волгоградской области № 970-ОД.

## Население
| 2010  | 2012  | 2013  | 2014  | 2015  | 2016  | 2017  |
| ----- | ----- | ----- | ----- | ----- | ----- | ----- |
| 1716  | ↘1650 | ↘1612 | ↘1572 | ↘1556 | ↘1521 | ↘1483 |
| 2018  | 2019  | 2020  | 2021  |       |       |       |
| ↘1436 | ↘1362 | ↘1327 | ↘1290 |       |       |       |

## Состав сельского поселения
| № | Населённый пункт | Тип населённого пункта        | Население |
| - | ---------------- | ----------------------------- | --------- |
| 1 | Амочаевский      | хутор                         | 30        |
| 2 | Звездка          | хутор                         | 49        |
| 3 | Рогачев          | хутор                         | 92        |
| 4 | Черкесовский     | хутор, административный центр | ↘1545     |